# Kladje (Chorwacja)
Kladje – wieś w Chorwacji, w żupanii zagrzebskiej, w mieście Samobor. W 2011 roku liczyła 829 mieszkańców.